# Central Español Fútbol Club
Central Español Fútbol Club es un club de fútbol uruguayo de la ciudad de Montevideo, fundado como Central Football Club el 5 de enero de 1905. Representa al barrio Palermo aunque está afincado desde hace mucho tiempo en Parque Batlle.
Central Español es uno de los pocos clubes que logró coronarse Campeón Uruguayo, hito que logró por única vez en 1984. Actualmente participa en la Primera División Amateur, la tercera categoría del fútbol de Uruguay.

## Historia
Fundado el 5 de enero de 1905 en la ciudad de Montevideo tras la fusión de los equipos de Central y Solís, ambos próximos al Cementerio Central en el barrio Palermo. Recibe su nombre tras un partido que jugaron los equipos a fusionarse, en el cual el equipo ganador daría su nombre al club fusionado. Finalmente Central obtuvo la victoria por 2-0, por lo que el equipo pasó a denominarse Central Football Club. Ese nombre provenía justamente del Cementerio Central de Montevideo. Los colores (rojo, azul y blanco) provienen de un famoso grupo de negros lubolos del barrio: "Los Esclavos del Nyanza".
Central se caracterizó por ser un equipo nómade. Su primera cancha estaba en Punta Carretas, a la que muchos jugadores e hinchas iban en lancha. Luego jugaron en Maroñas y en el Parque Ricci y más asiduamente en el Parque Fraternidad, de Garibaldi y 8 de Octubre. Pero su gente, pertenecía a Palermo. Y décadas después, curiosamente, se instaló en el Parque Batlle, donde permanece su estadio hasta nuestros días.

### Era amateur: impacto instantáneo
En 1908, Central fue aceptado por la Liga Uruguaya de Fútbol para actuar en torneos oficiales que ésta organizaba, correspondiéndole actuar en la segunda y tercera divisiones (donde los clubes de Primera tenían sus equipos de reserva). Ese año, logra el título de Segunda División tras derrotar al segundo equipo de Nacional en una final por 3-1, y al año siguiente ya participa por primera vez de la Liga en Primera.
Sus mejores actuaciones iniciales fueron en 1913 y 1920, finalizando en esos años tercero en la Copa Uruguaya. En 1922 junto a Peñarol y otros clubes fundó, durante el cisma del fútbol uruguayo, la Federación Uruguaya de Football, comprometido por su amistad deportiva con los equipos disidentes argentinos, principalmente los de Avellaneda: Racing Club e Independiente. Luego del cisma (1922-1925), pasó a militar en el único torneo uruguayo del Consejo Provisorio, finalizando en 6° lugar al quedar en el núcleo principal.

### Era profesional: el primer título de un "chico" (1944)
Durante las décadas de 1930 y 40 Central se ubicó como uno de los principales equipos de fútbol del país, siendo uno de los clubes más competitivos de la Primera División. En 1932 fue uno de los 10 clubes que inauguró el profesionalismo y, a partir de 1937 pasó a contar con su estadio propio: el Parque Palermo.
Además, Central cuenta con el hito de ser el primer "club chico" que ganó un torneo profesional de Primera División: el Torneo Competencia de 1944, título que logra de manera invicta. Recién en 1953 ocurriría el primer descenso del conjunto palermitano.
Militó en Primera B desde 1954 hasta 1961, año donde logran su primer título de campeones de la "B" pero sólo pudieron mantenerse en la élite un año (1962) para nuevamente regresar a la segunda categoría.
En 1970 se iniciaron las gestiones con el Instituto de Migraciones de España que quería tener un equipo de fútbol en Uruguay. En 1971 cristalizó el acuerdo y el club pasó a denominarse Central Español Fútbol Club (nombre que se mantiene hasta la actualidad).
En ese mismo año concretó una gira histórica: el plantel estuvo 48 días en el exterior y jugó 16 partidos en Sudamérica y Centroamérica.

### La sorpresiva gesta de 1984: campeones uruguayos
El mejor momento histórico del club fue obtener el campeonato uruguayo de 1984 en una hazaña histórica que sorprendió a propios y extraños. Central Español, que estaba acostumbrado a batallar en las categorías de ascenso, logró el título de la Primera "B" en 1983, e inmediatamente al año siguiente logró el título de campeón uruguayo en Primera División. Un éxito monumental, no sólo por la hazaña de lograr el título al año siguiente de ascender (un evento único en la historia del fútbol uruguayo) sino también teniendo en cuenta que desde la instauración del profesionalismo en 1932 sólo Defensor (en 1976) había logrado romper con la supremacía absoluta de Nacional y Peñarol que habían obtenido 49 de los 50 títulos disputados.
El plantel encargado del principal logro de Central Español estaba compuesto por: Héctor Tuja, Julio Garrido, Javier Baldriz, Carlos Barcos, Obdulio Trasante, Miguel Berriel, Tomás Lima, Wilfredo Antúnez, César Pereira, Fernando Operti, Miguel Del Río, Oscar Falero, Abel Tolosa, Uruguay Gussoni, José Ignacio Villarreal Pereira, Fernando Vilar, Fernando Madrigal, Vicente Daniel Viera, Rúben Borda, Daniel Andrada y Pablo Silva.
Pero, a pesar de lograr el título de campeón uruguayo, Central Español no clasificó a la siguiente Copa Libertadores (torneo que nunca logró disputar) siendo desplazado por Bella Vista en la Liguilla de ese año, quien lo superó por penales en el partido decisivo (0-0 fue el resultado en los 90 minutos y el alargue).

### SigloXXI: Época de degradación deportiva
Posteriormente al título de campeón, Central se transformó en un "equipo ascensor" con continuos descensos y ascensos entre Primera y Segunda División. Uno de los sucesos más curiosos de su historia sucedió en 1990, cuando la estrella internacional Paulo Silas (el n.º 10 titular de la selección de Brasil) terminó disputando 3 encuentros oficiales con la camiseta de Central Español debido a inconvenientes en su traspaso internacional. El brasileño no sólo vistió la camiseta: marcó 3 goles en su pasaje por el Parque Palermo.
En el año 2006 accedió por primera vez a una competencia internacional: la Copa Sudamericana de ese año, pero no pudo pasar la primera fase en enfrentamientos frente a Nacional. Lo curioso es que la historia pareció volver a repetirse con respecto a 1984: Central Español acababa de ascender a finales del 2005, y en una campaña de tan solo un semestre logró acceder a una competencia internacional (Central disputó únicamente el Torneo Clausura de esa temporada y multiplicaba su puntaje lo que le permitió lograr tal proeza).
Luego de volver a descender en 2011 y de otro rápido ascenso, la temporada 2012-13 fue la última de Central Español en Primera División; y desde entonces el club compitió sin éxito en Segunda División hasta 2022. Dentro de este período, el club se pudo dar el gusto de contar con Sebastián Abreu entre sus filas.
El año 2022 le deparó a Central el punto más bajo de su historia deportiva al descender a Primera División Amateur (tercera categoría), en un nivel de competición que nunca había disputado anteriormente. Los palermitanos cayeron sorpresivamente en el repechaje ante el joven club Potencia, que de esta manera escaló al profesionalismo por primera vez.

## Palmarés

### Torneos Nacionales (2)
| Torneos nacionales                                        | Torneos nacionales  | Torneos nacionales |
| --------------------------------------------------------- | ------------------- | ------------------ |
| Competición                                               | Títulos             | Subcampeonato      |
| Campeonato Uruguayo (1)                                   | 1984.               |                    |
| Torneo Competencia (1)                                    | 1944                |                    |
|                                                           |                     |                    |
| Segunda División de Uruguay (3)                           | 1961, 1983, 2011-12 |                    |
| Divisional Intermedia (1)                                 | 1928                |                    |
|                                                           |                     |                    |
| Primera División Amateur de Uruguay                       |                     | 2024               |
| Torneo Clausura de la Primera División Amateur de Uruguay | 2024                |                    |

### Torneos internacionales amistosos (2)
- Trofeo Ciudad de Mérida (1): 1991
- Trofeo Ciudad del Puerto (1): 1991

## Estandartes

### Escudo y bandera
"Rojo, blanco y azul" reza el himno de Central. 
Esos tres colores, símbolo de la agrupación de candombe Esclavos del Nyanza son adoptados para formar su bandera y escudo.
Para la confección de las camisetas, los primeros dirigentes -varios de ellos jugaban en el Club-, fueron a la Tienda Saturno que pertenecía a don Manuel Fernández, uno de los fundadores de la institución y quien diera ciertas facilidades para el pago por ser hombre del club.

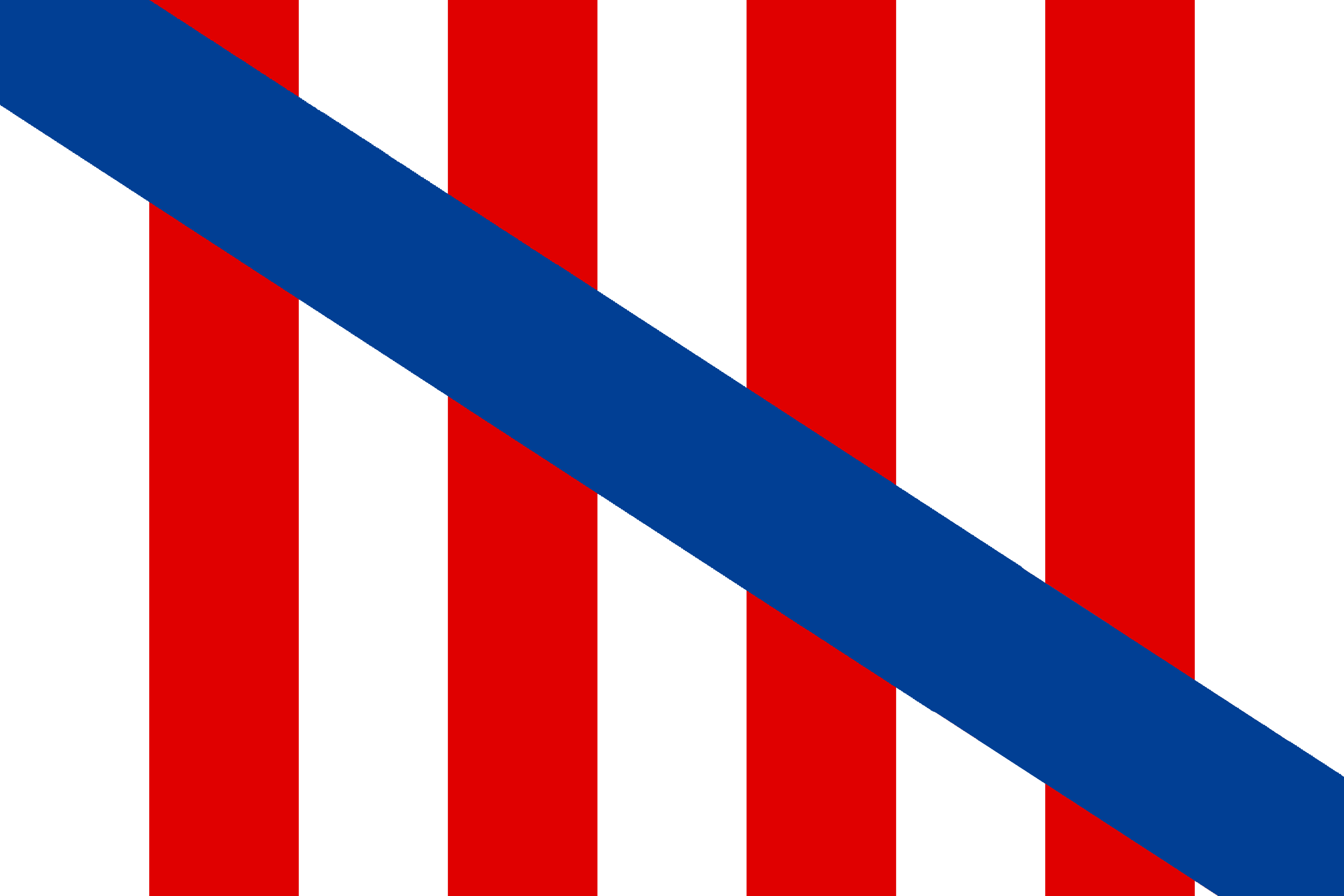
Primer bandera de Central F.C.

Sin embargo, en la tienda sólo había géneros para el hogar, por lo que don Manuel decidió concurrir con otro cofundador del club, José Paladino a la Casa de Deportes, ubicada en Ejido y Canelones, para comprar la tela.
Los directivos de Central eligieron lo que se usaba en la época, es decir, telas a franjas verticales, tal como sucedía con la mayoría de los clubes, con los árbitros y otros deportistas. Como estaba estipulado, se eligió una tela roja y blanca en la que predominó el rojo en proporción cuatro a uno.
px
Las primeras camisetas y la primera bandera, fueron confeccionadas en el seno de un hogar gracias al apoyo fundamental de los familiares y amigos y allegados de los futbolistas. 

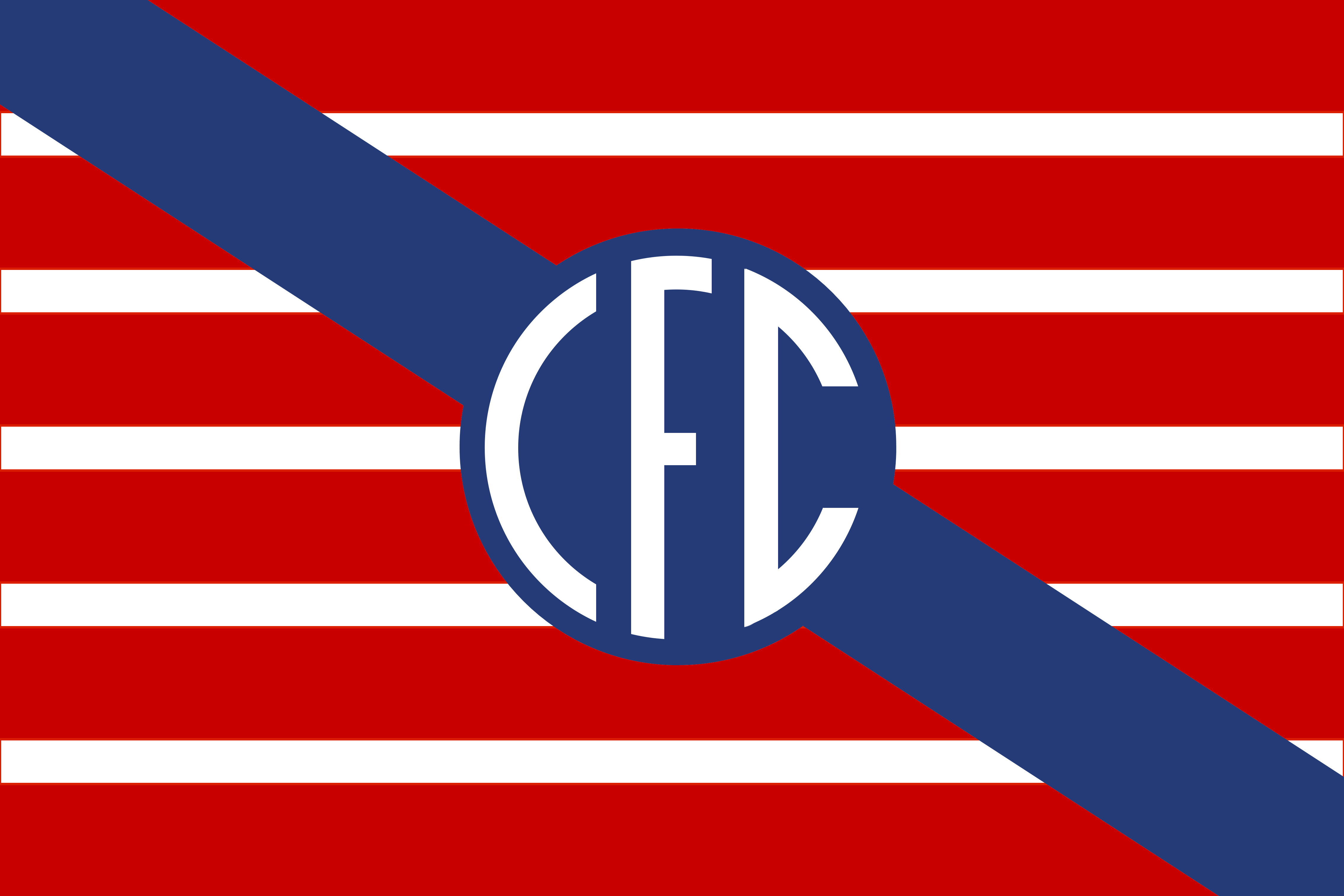
Bandera de Central F.C.

Central recurrió así a las muy jóvenes hermanas de quien fuera el primer capitán: Eduardo Vázquez. Julieta y Mangacha Vázquez, junto a Angelita Ricci, otra allegada al club, fueron las encargadas de hacer historia en la flamante institución y lo hicieron a puro pulmón.
El detalle final en la confección de las camisetas fue la aparición de una banda azul en diagonal que cruzaba las mismas de izquierda a derecha. Dicha determinación se tomó para diferenciar la casaca con algunas similares de otras instituciones.

## Uniforme
La primera camiseta tenía bastones gruesos en rojo y blanco en igual proporción, atravesados por una franja azul como en el escudo. La casaca alternativa era azul y roja a cuadros, disposición muy de moda en esa época en equipos como el CURCC y Deutscher, aunque luego caería en desuso. Con el correr de los años desaparece la franja azul, y la camiseta se hace progresivamente más roja que blanca, adoptando finalmente la disposición actual alrededor de la época del inicio del profesionalismo.
En 1944 Central es el primer equipo en desarrollo en ganar un torneo profesional, el Torneo Competencia, donde utiliza varios bastones finitos blancos, a diferencia de la utilización tradicional de 4 o 6. Esta camiseta de 1944 se volvería a reeditar para la temporada 1996, en la cual la alternativa incluía bastones azules. De ahí en más la casaquilla vuelve a ser la clásica y no ha sufrido prácticamente variaciones, tan sólo desaparecen desde 2001 los bastones en las mangas que pasan a ser completamente rojas. En 2009 a las mangas rojas se le agrega el color blanco en la parte superior y el pantalón pasa a tener una raya color rojo en el lateral. Este mismo año, tras un acuerdo con el Club Atlético Atenas originario del mismo barrio (Palermo), Central Español Fútbol Club comienza a utilizar en su indumentaria alternativa los colores del mencionado club, esta nueva indumentaria alternativa la estrena oficialmente por el torneo local empatando frente al local Tacuarembó Fútbol Club el 3 de mayo del mismo año.
El principal cambio surgió desde 2021, con el arribo de un grupo gerenciador y la consolidación de una Sociedad Anónima Deportiva, quienes empezaron a utilizar una camiseta rayada azul y roja, hecho inédito en la historia del club. Un año después, el club repitió el mismo uniforme. Esta camiseta generó polémica ya que no cumplía con las disposiciones del propio estatuto del club.

## Estadio
El estadio Parque Palermo fue inaugurado el 31 de octubre de 1937, en el marco de la 13.ª fecha del Campeonato Uruguayo de ese año. Se decidió construir el estadio en la asamblea de principios de campeonato del 1931 ya que los socios se quejaban de la lejanía de la anterior cancha situada por la Avenida 8 de Octubre. Se encuentra en el barrio Parque Batlle, en Dr. Américo Ricaldoni entre Lamas y Alarcón, a tan sólo 300 metros del Estadio Centenario y está pegado al Estadio Méndez Piana perteneciente al Club Sportivo Miramar Misiones y a metros del Club de Tiro del Uruguay.
Cuenta con una capacidad para 6500 espectadores (3500 Tribuna local y talud, 3000 tribunas visitantes más otros 1000 parados). En 2021 fue objeto de diversas reformas que permitieron al estadio poseer iluminación led y campo de juego de césped sintético.

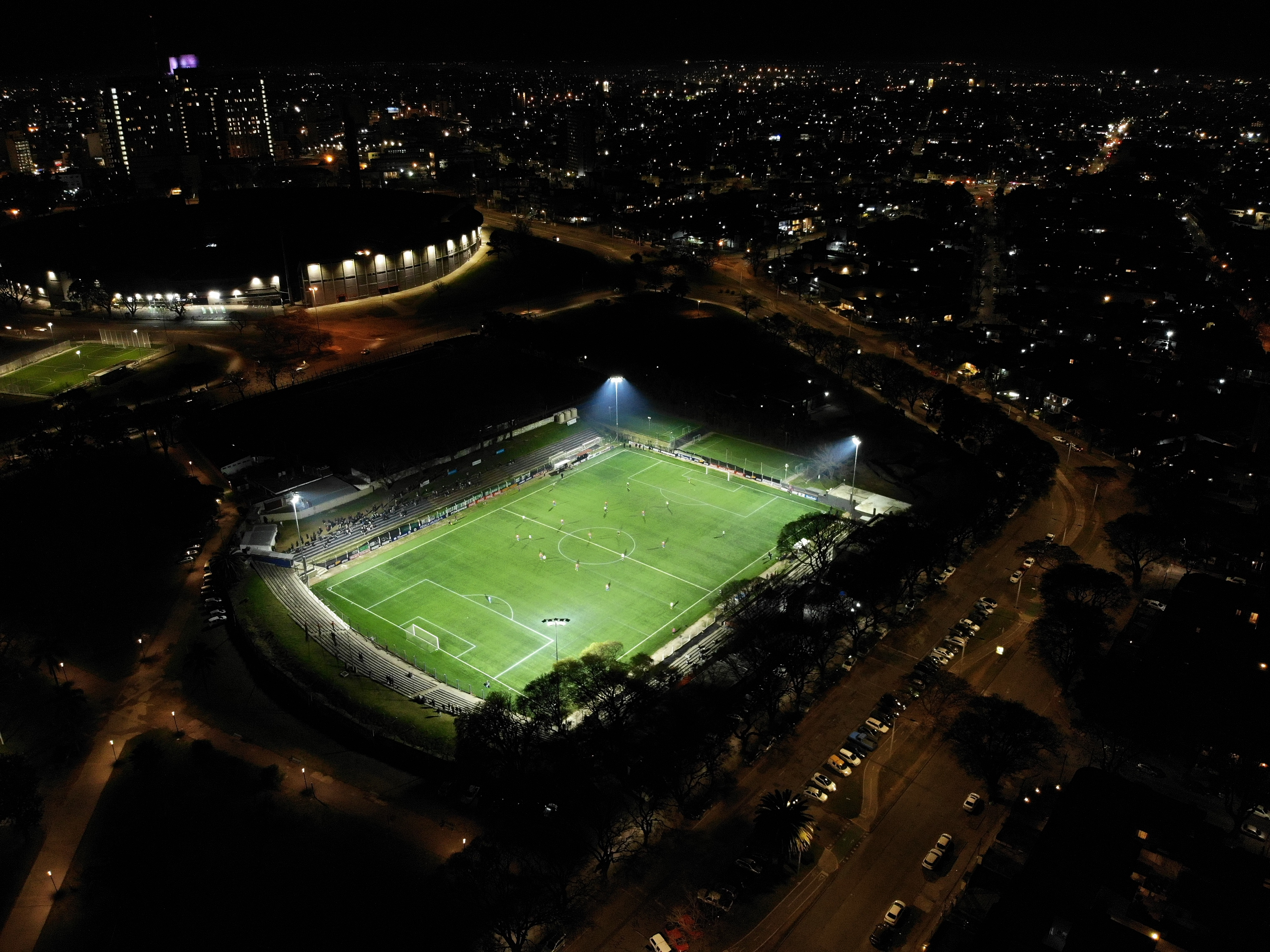
Parque Palermo de noche

## Jugadores

### Plantilla 2025
- Plantilla actualizada para temporada 2025

## Datos estadísticos
Actualizados para la temporada 2025 inclusive.
- Temporadas en Primera División: 64 (1909-1922 / 1927 / 1929-1953 / 1962 / 1971-1973 / 1984-1992 / 1994-1996 / 2001-2004 / 2006/07-2010/11 / 2012/13)
  - Debut: 1909 (Profesional: 1932)
  - Mejor puesto en Primera División: Campeón (1984)
- Temporadas en Segunda División: 46 (1908 / 1928 / 1954-1961 / 1963-1970 / 1974-1983 / 1993 / 1997-2000 / 2005 / 2011/12 / 2013/14-2022 / 2025-presente))
- Temporadas en Tercera División: 2 (2023-2024)

### Participación internacional
- Participaciones en Copa Libertadores: 0
- Participaciones en Copa Sudamericana: 1
  - Única participación: Primera fase (2006)
- Participaciones en Copa Conmebol: 0

## Estadísticas en competiciones internacionales

### Por competencia
| Torneo            | TJ | PJ | PG | PE | PP | GF | GC | DG | Puntos |
| ----------------- | -- | -- | -- | -- | -- | -- | -- | -- | ------ |
| Copa Sudamericana | 1  | 2  | 0  | 1  | 1  | 0  | 1  | -1 | 1      |
| Total             | 1  | 2  | 0  | 1  | 1  | 0  | 1  | -1 | 1      |

### Partidos
| 23 de agosto de 2006 | Central Español | 0:1 (0:0) | Nacional    | Estadio Centenario, Montevideo |                          |
|                      |                 | Reporte   | Vázquez 61' | Árbitro(s): Oliver Viera       | Árbitro(s): Oliver Viera |

| 29 de agosto de 2006 | Nacional | 0:0     | Central Español | Estadio Parque Central, Montevideo                       |                                                          |
|                      |          | Reporte |                 | Asistencia: 3269 espectadores Árbitro(s): Liber Prudente | Asistencia: 3269 espectadores Árbitro(s): Liber Prudente |